# 丁恩河 (伍珀河支流)
51°2′58″N 6°57′45″E / 51.04944°N 6.96250°E

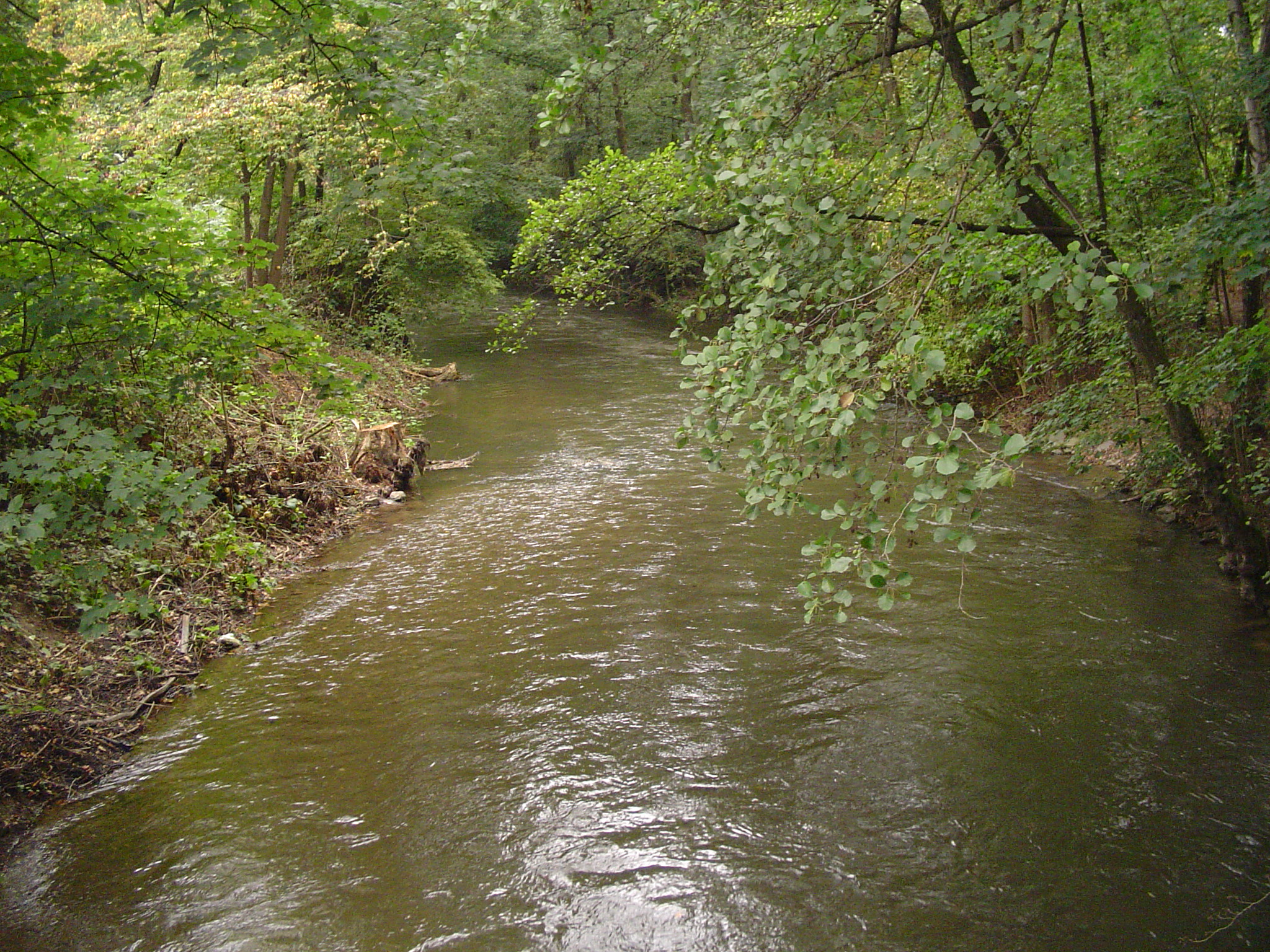

丁恩河（德語：Dhünn），是德國的河流，位於德國西部，處於北萊茵-威斯特法倫州，屬於伍珀河的左支流，河道全長40公里，流域面積198平方公里，河口處在斯沃庫森。